# AS Gosier
El AS Gosier es un equipo de fútbol de Guadalupe que juega en la División de Honor de Guadalupe, la primera división del territorio.

## Historia
Fue fundado en el año 1980 en el poblado de Le Gosier originalmente como un equipo aficionado y fue hasta el siglo XXI que tomó relevancia al ascender a la primera división.
Su primer título importante fue ganar la Copa de Guadalupe en la temporada 1999/2000, y en la temporada 2005/06 consigue su primer título de liga.

## Palmarés
- División de Honor de Guadalupe: 3

2005/06, 2019/20, 2020/21.
- Copa de Guadalupe: 1

1999/2000

## Participación en competiciones de la Concacaf
| Temporada | Torneo                         | Ronda          | Club               | Resultado |
| --------- | ------------------------------ | -------------- | ------------------ | --------- |
| 2021      | Campeonato de Clubes de la CFU | Fase de grupos | AS Samaritaine     | 1-3       |
| 2021      | Campeonato de Clubes de la CFU | Fase de grupos | Don Bosco FC       | 0-1       |
| 2022      | CONCACAF Caribbean Club Shield | Fase de grupos | SV Real Rincón     | 2-1       |
| 2022      | CONCACAF Caribbean Club Shield | Fase de grupos | SWA Sharks FC      | 1-0       |
| 2022      | CONCACAF Caribbean Club Shield | Fase de grupos | CRKSV Jong Holland | 0-0       |
| 2022      | CONCACAF Caribbean Club Shield | Semifinales    | Inter Moengotapoe  | 0-4       |
| 2022      | CONCACAF Caribbean Club Shield | Tercer lugar   | CRKSV Jong Holland | 2-0       |